# Zetti
Zetti, pseudonimo di Armelino Donizetti Quagliato (Porto Feliz, 10 gennaio 1965), è un allenatore di calcio ed ex calciatore brasiliano, di ruolo portiere, campione del Mondo con la Nazionale brasiliana nel 1994.

## Carriera

### Club
Di chiare origini italiane (i suoi avi paterni, della famiglia Quagliato, erano immigrati in Brasile dalla città di Cavarzere), Zetti iniziò la sua carriera nel 1983 con il Toledo FC, squadra dello stato di Paraná, trasferendosi l'anno seguente al Palmeiras. Dopo un anno senza mai scendere in campo, fece ritorno nel Paraná per difendere la porta del Londrina. Tornò al Palmeiras soltanto nel 1987, dopo aver giocato una stagione al Guarani.
Al Palmeiras cominciò come riserva di Martorelli, guadagnandosi però i guantoni da titolare dopo l'espulsione del titolare in un match valido per il campionato paulista il 1º aprile 1987. Alla sua prima gara da titolare non subì gol, rimanendo imbattuto per i successivi 1.238 minuti (più di 13 incontri), una serie che verrà interrotta da Luís Pereira il 24 maggio dello stesso anno.
La stagione successiva Zetti era titolare del Palmeiras, ma si infortunò in uno scontro con l'attaccante del Flamengo Bebeto, il 17 novembre, dovendo restare lontano dal gioco per molto tempo. Al suo ritorno, la maglia di titolare era stata assegnata a Velloso. Non trovando spazio al Palmeiras, preferì trasferirsi al San Paolo, nel 1990.
Al San Paolo si guadagnò la maglia di titolare che era di Gilmar, tenendola per più di sei anni e conquistando numerosi trofei, tra i quali due Coppe Intercontinentali (1992 e 1993), due Coppe Libertadores (1992 e 1993), un Campionato brasiliano (1991) e due Campionati paulisti (1991 e 1992). Parte del merito per la vittoria della Coppa Libertadores 1992 fu indubbiamente suo, dato che fu decisivo nella serie di rigori nella finale al Morumbi contro gli argentini del Newell's Old Boys. Al termine dei rigori, celebre fu la sua esclamazione: «Sou campeão da América!» (Sono campione d'America!). Insieme a Raí e a Müller, Zetti era uno degli uomini di fiducia dell'allenatore Telê Santana.
Nel 1993, un giornale europeo lo posizionò al quinto posto nella classifica dei migliori portieri del mondo. Con il San Paolo, in totale Zetti disputò 426 partite, subendo 509 gol. Al termine di sei e più anni come titolare, la maglia di primo portiere passò a Rogério Ceni. Zetti si trasferì quindi al Santos, in cui rimase per tre stagioni vincendo un Torneo di Rio-San Paolo nel 1997 e una Coppa CONMEBOL nel 1998. In seguito giocò nella Fluminense, nell'União Barbarense e nello Sport Recife, squadra pernambucana con cui concluse la sua carriera nel 2001.

### Nazionale
Nel 1993 Zetti venne convocato per la prima volta in nazionale brasiliana. Con la Seleção fu campione del mondo nel 1994, come prima riserva del titolare Cláudio Taffarel. La sua ultima apparizione in nazionale risale al 1997: in totale per lui 17 presenze con la maglia verdeoro.

### Allenatore
Dopo 18 anni di carriera come giocatore, Zetti nel 2001 abbandonò l'attività, rimanendo due anni lontano dal calcio e frequentando nel frattempo un corso per diventare allenatore. Nel 2003 intraprese la sua prima esperienza come coach, al Paulista di San Paolo. Dopo aver guidato numerosi altri club, nel 2007 è stato comprato dall'Atlético Mineiro. Comunque, dopo sole 11 gare alla guida della squadra mineira, Zetti è stato esonerato. A causa di un bottino di tre vittorie, cinque pareggi e tre sconfitte, Zetti ha lasciato l'Atlético in 15ª posizione nel campionato brasiliano e si è trasferito al Fortaleza una settimana dopo l'esonero.

## Palmarès

### Giocatore

#### Club

##### Competizioni statali
- Campeonato Paulista: 2

San Paolo: 1991, 1992

##### Competizioni nazionali
- Campionato brasiliano: 1

San Paolo: 1991
- Torneo Rio-San Paolo: 1

Santos: 1997

##### Competizioni internazionali
- Coppa Libertadores: 2

San Paolo: 1992, 1993
- Coppa Intercontinentale: 2

San Paolo: 1992, 1993
- Recopa Sudamericana: 2

San Paolo: 1993, 1994
- Supercoppa Sudamericana: 1

San Paolo: 1993
- Coppa Master di Coppa CONMEBOL: 1

San Paolo: 1996
- Coppa CONMEBOL: 2

San Paolo: 1994
Santos: 1998

#### Nazionale
- Campionato mondiale: 1

Stati Uniti 1994